# اچ‌ام‌اس لوفوتن (کی۰۷)
اچ‌ام‌اس لوفوتن (کی۰۷) (به انگلیسی: HMS Lofoten (K07)) یک کشتی بود که طول آن ۱۰۵ متر (۳۴۴ فوت) بود. این کشتی در سال ۱۹۴۵ ساخته شد.